# Caribische ovenvogel
De Caribische ovenvogel (Furnarius longirostris) is een zangvogel uit de familie Furnariidae (ovenvogels).

## Verspreiding en leefgebied
Deze soort komt voor in noordelijk Colombia en noordwestelijk Venezuela en telt twee ondersoorten:
- F. l. longirostris: noordelijk Colombia en noordwestelijk Venezuela.
- F. l. endoecus: centraal Colombia en westelijk Venezuela.

## Status
De grootte van de populatie is niet gekwantificeerd maar de soort wordt omschreven als vrij algemeen in een deel van het verspreidingsgebied en erg algemeen op sommige plaatsen. Op de Rode lijst van de IUCN heeft deze soort de status niet bedreigd.